# 시네도키, 뉴욕
《시네도키, 뉴욕》(Synecdoche, New York)은 2008년 공개된 미국의 영화이다.

## 줄거리
연극 연출가 케이든 코타드는 자신의 삶이 무너지는 것을 느낀다. 그는 여러 질병에 시달리고 있으며, 예술가인 아내 아델과 점점 소원해진다. 결국 아델은 딸 올리브를 데리고 베를린으로 떠나고, 케이든은 절망에 빠진다.
뜻밖에도 케이든은 맥아더 펠로우십을 받게 되고, 그 돈으로 자신의 모든 것을 쏟아부을 수 있는 극도로 현실적인 연극을 만들기로 결심한다. 그는 맨해튼의 거대한 창고에 배우들을 모아 그들이 연기하는 삶을 살게 한다. 창고 안은 점점 실제 도시와 흡사해지고, 케이든은 개인적인 문제들의 해답을 찾으려 한다. 아델이 베를린에서 유명 화가가 되었고, 딸 올리브가 아델의 친구 마리아의 손에 자라는 것을 알게 된 그는 큰 충격을 받는다.
매표소 직원 헤이즐과의 짧은 연애 시도가 실패한 후, 그는 극단 배우인 클레어와 결혼하여 딸을 낳지만, 관계는 파탄난다. 그는 다시 헤이즐과 어색한 관계를 이어가고, 헤이즐은 그의 조수가 된다. 한편, 원인 모를 병으로 자율신경계 기능이 점차 멈춰간다.
세월이 빠르게 흐르면서 창고는 확장되고, 외부의 도시와 단절된다. 케이든은 자신의 대작에 더욱 깊이 몰두하며 현실과 연극의 경계를 모호하게 만든다. 그는 극중 배우들에게 도플갱어를 부여하고, 자신을 20년 동안 따라다닌 샘을 자신의 역할로 캐스팅한다. 샘이 헤이즐에게 관심을 보이자 케이든은 헤이즐과의 관계를 다시 시작하고, 이에 샘은 자살한다. 케이든과 헤이즐이 마침내 함께하게 되지만, 헤이즐은 불타는 집에서 연기에 질식해 죽는다.
개인적, 직업적 관계의 한계에 부딪힌 케이든은 배우에게 연출을 맡기고, 자신은 이전의 엘렌(아델의 보호자) 역할을 맡는다. 그는 대체 연출가의 지시 아래 아델의 아파트 모델에서 살아가고, 창고에는 알 수 없는 재앙이 일어나 폐허가 되고 시체들이 널려 있다. 마침내 죽음을 준비하는 케이든은 엘렌의 어머니 역할을 했던 배우의 어깨에 머리를 기대고, 그 장면이 흐릿해지면서, 케이든은 이제 어떻게 연극을 해야 할지 알겠다는 말을 하려 하지만 연출가의 "죽어"라는 마지막 대사에 의해 중단된다.

## 출연

### 주연
- 필립 세이모어 호프만
- 캐서린 키너
- 새디 골드스타인
- 톰 누난

### 조연
- 피터 프리드먼
- 찰스 테크만
- 조쉬 파이스
- 다니엘 런던
- 로버트 시이
- 미셸 윌리엄스
- 스티븐 애들리 가이기스
- 사만다 모튼
- 홉 데이비스
- 프랭크 지라듀
- 제니퍼 제이슨 리
- 에이미 라이트
- 폴 스팍스
- 제리 아들러
- 린 코엔
- 데어드르 오코넬
- 존 로스먼
- 아만다 풀크스
- 프랭크 우드
- 엘리자베스 마벨
- 마크 로티토
- 데이시 타핸
- 에리카 버그
- 클리프 카펜터
- 티모시 도일
- 니콜라스 와이먼
- 포티아
- 댄 지스키
- 크리스 맥긴
- 로빈 웨이거트
- 제랄드 에머릭
- 알빈 엡스타인
- 로즈마리 머피
- 에밀리 왓슨
- 팀 귀니
- 그렉 맥패든
- 다이앤 위스트
- 조 리시
- 앨리스 드럼몬드
- 마이클 히긴스
- 스탠리 크라제스키
- 크리스토퍼 에반 웰치
- 마이클 메데이로스
- 케빈 캐넌
- 돈 고메즈
- 브리짓 하게르만
- 타카코 헤이우드
- 레베카 멀

## 기타
- 미술: 마크 프리드버그
- 의상: 멜리사 토스
- 세트: 리디아 마크스
- 배역: 진 맥칼디

## 같이 보기
- 아노미